# Klopina
Klopina (německy Kloppe) je obec v okrese Šumperk v Olomouckém kraji. Nachází se na křižovatce cest z Úsova, Uničova, Police a Rohle. Leží v údolí říčky Okenice. Žije zde 626 obyvatel.

## Název
Místní jméno Klopina zatím nebylo jednoznačně vysvětleno. Možná bylo odvozeno od osobního jména Klopě a pak by znamenalo "Klopova ves". Snad by se dalo uvažovat jako o základu i o praslovanském klop - "lavice", od něhož jsou ve slovinské oblasti odvozena jména některých vodních toků.

## Historie
První písemná zmínka o obci pochází z roku 1366. Po celé feudální období náležela Klopina k panství v sousedním Úsově a měla ryze zemědělský charakter s čistě českými osadníky.

## Obyvatelstvo
| Rok            | 1869 | 1880 | 1890 | 1900 | 1910 | 1921 | 1930 | 1950 | 1961 | 1970 | 1980 | 1991 | 2001 | 2011 | 2021 |
| -------------- | ---- | ---- | ---- | ---- | ---- | ---- | ---- | ---- | ---- | ---- | ---- | ---- | ---- | ---- | ---- |
| Počet obyvatel | 762  | 806  | 771  | 732  | 727  | 759  | 757  | 595  | 568  | 590  | 591  | 584  | 602  | 619  | 582  |
| Počet domů     | 109  | 115  | 119  | 124  | 128  | 131  | 145  | 159  | 157  | 148  | 155  | 181  | 190  | 216  | 220  |

## Obecní správa

### Části obce
- Klopina
- Veleboř

### Obecní symboly
Znak a vlajka byly obci uděleny rozhodnutím předsedy Poslanecké sněmovny Parlamentu České republiky dne 5. října 2004.

## Průmysl
Působí zde společnost Úsovsko a.s.

## Sport
- Plavecký bazén Klopina: Areál se dvěma bazény, se nachází na cestě do osady Veleboř.
- Sportovní areál TJ Sokol: Obec kromě bazénu, provozuje také areál tenisových kurtů. Ve sportovním areálu se nachází dětské a fotbalové hřiště.

## Pamětihodnosti
- pískovcový kříž, z konce 19. století, na konci obce při cestě do Veleboře
- sloup Panny Marie z roku 1908 na hřbitově

## Rodáci
- Josef Hák (1894–1945), muzejní a vlastivědný pracovník
- Josef Bartoš (1931–2005), historik